# Der letzte Samurai
Der letzte Samurai ist ein Japan-Roman von C. W. Nicol und erschien 1987 (dt. 1988) unter dem Originaltitel Harpoon.
Der Roman spielt etwa in den Jahren 1848 bis nach dem Ende des Shogunats 1868.
Die Öffnung Japans und der Umgang mit den Kolonialmächten Europas und Amerikas werden darin dargestellt.

## Geschichtlicher Hintergrund
Japan steht seit 1603 unter Herrschaft des Shogunats, das nach den Kriegen des späten 16. Jahrhunderts  für Frieden, aber auch Isolation gesorgt hat. Den Einwohnern ist es unter Todesandrohung untersagt, ins Ausland zu reisen. Von außen drängen Briten, Niederländer, Franzosen, Russen und Amerikaner auf eine Öffnung Japans für ihre Handelsflotten. Vor allem die Vereinigten Staaten haben wegen ihrer Walfangflotten großes Interesse. Ab 1853 öffnet sich Japan langsam; auch dieses wichtige politische Geschehen wird im Roman beschrieben.

## Handlung
Der junge und sehr talentierte Samurai Matsudaira Sadayori bereist im Auftrag des Daimyo von Kii die Dörfer der Küste, um Informationen über eine Verteidigung der Küsten Japans gegen die Flotten der ausländischen Mächte zu sammeln. Eine zweite Hauptperson ist der Walfänger Jinsuke (später Jim Sky genannt), der durch einen Hai seinen linken Arm verliert und dadurch in dem Walfangdorf Taiji fast zu einem Ausgestoßenen wird.
Sadayori sieht in Jinsukes Willen, unbedingt wieder auf Walfang zu gehen, die Gelegenheit, sich aus Japan schmuggeln zu lassen und dadurch mehr über die ausländischen Schiffe zu erfahren. Doch zuerst wird Jinsuke auf die Insel Okinawa gebracht, wo er Unterricht in Englisch nimmt und sich im Umgang mit einer westlichen Harpune übt, die im Gegensatz zu japanischen Walfangharpunen mit nur einer Hand zu werfen ist.
Er kann Sadayori auch über Schiffe des US-Commodore Matthew Perry berichten, die an der Küste Okinawas landen, um freundschaftliche Beziehungen mit Japan aufzubauen. Sehr schön ist die gegensätzliche Wahrnehmung Jinsukes und eines amerikanischen Seekadetten names Olderby, der später nochmals auftaucht.
Durch den mit Sadayori befreundeten Samurai Itoh gelangt Jinsuke auf schmerzhafte Weise nach Shanghai, wo er mit Kapitän Fogerty auf dem Gelben Fluss fährt und ihm bei einem Angriff chinesischer Flusspiraten das Leben rettet, was dem einarmigen Jinsuke in Shanghai einen erstklassigen Ruf verschafft.
Edward Zwicks Film Last Samurai aus dem Jahr 2003 basiert nicht auf diesem Buch.

## Buchausgaben
- Harpoon von C. W. Nicol ISBN 0399131779 (englisch, 1987)
- Der letzte Samurai von C. W. Nicol ISBN 3502105057 (deutsch, 1988)
- Der letzte Samurai von C. W. Nicol ISBN 3426030802 (deutsch, 1990)
- Der letzte Samurai von C. W. Nicol ISBN 3404143272 (deutsch, 2000)